# Oberdrauburg

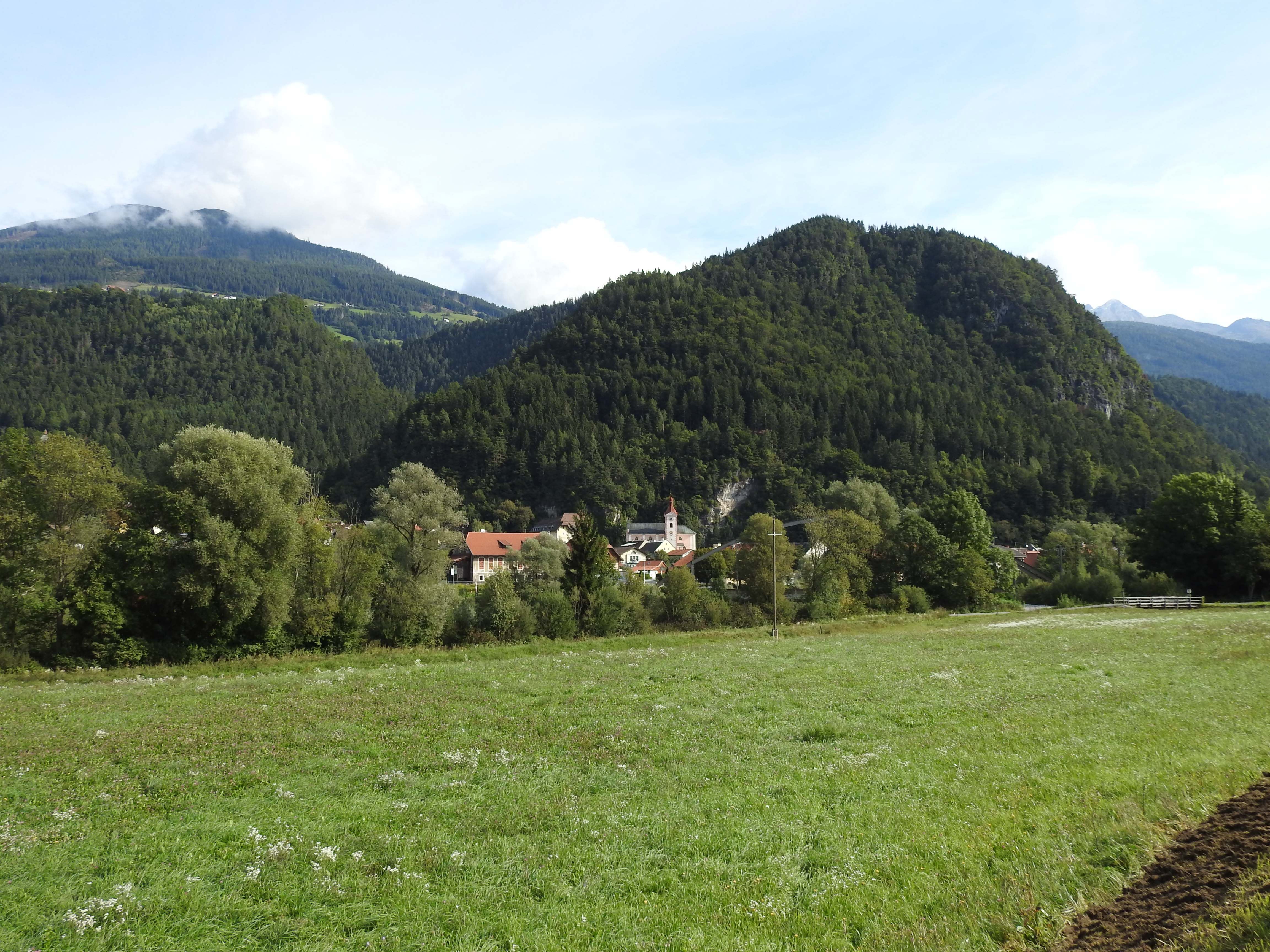
Oberdrauburg von Südwesten

Oberdrauburg ist eine Marktgemeinde mit 1210 Einwohnern (Stand 1. Jänner 2024) im Bezirk Spittal an der Drau im österreichischen Bundesland Kärnten.

## Geographie

### Geographische Lage
Das Ortszentrum der Gemeinde liegt links der Drau im äußersten Westen Kärntens an der Grenze zu Osttirol, etwa 20 km östlich von Lienz. In Oberdrauburg zweigt die Straße zum Gailbergsattel ins Gailtal ab. Der Ort ist ein guter Ausgangspunkt für Ausflüge in die Lienzer Dolomiten und die Kreuzeckgruppe.
Der Ort liegt unterhalb des Kärntner Tores an der Stelle, wo die Drau Kärnten betritt. Kärnten in den Grenzen vor dem Ersten Weltkrieg verließ die Drau bei Unterdrauburg.

### Gemeindegliederung

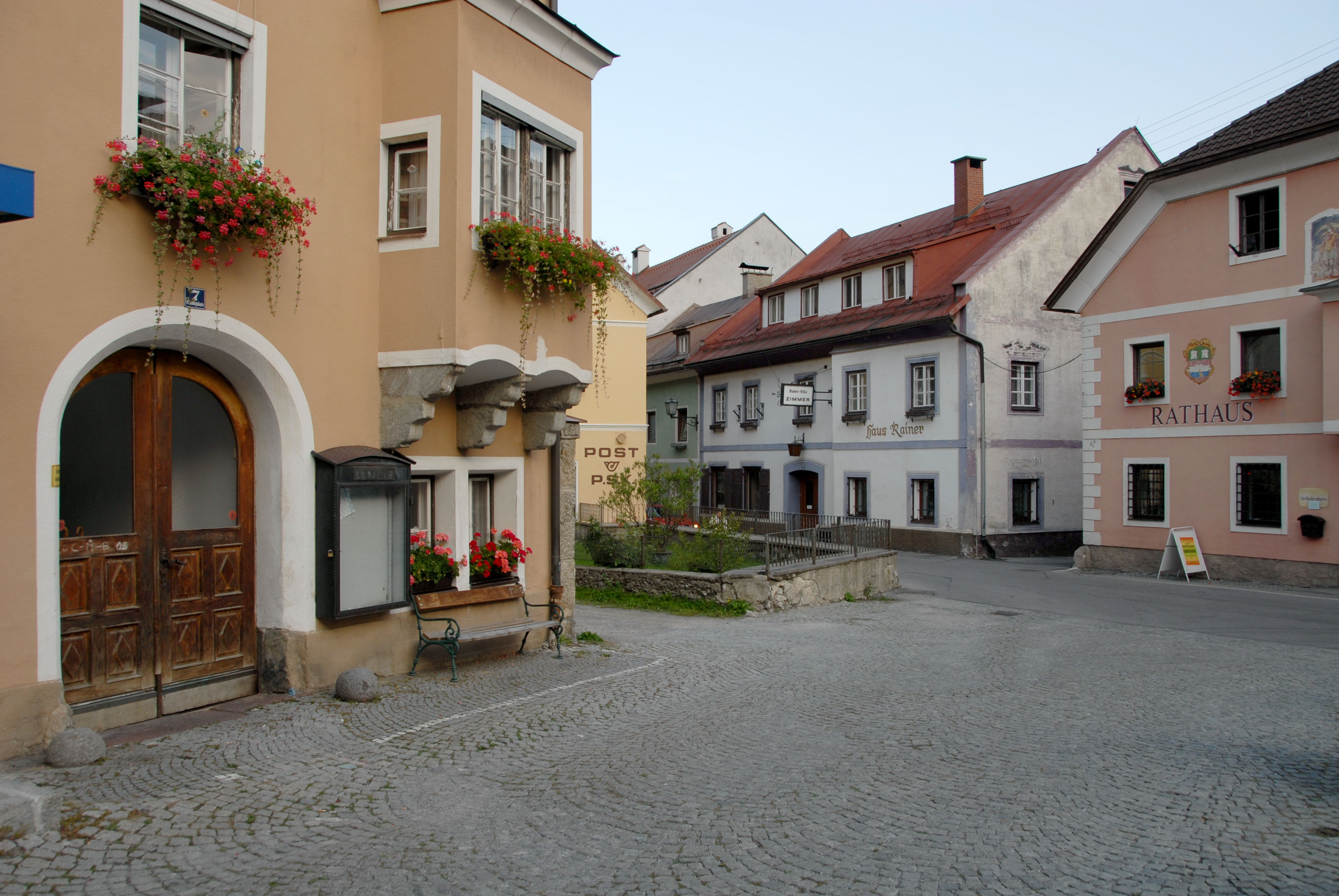
Hauptplatz in Oberdrauburg

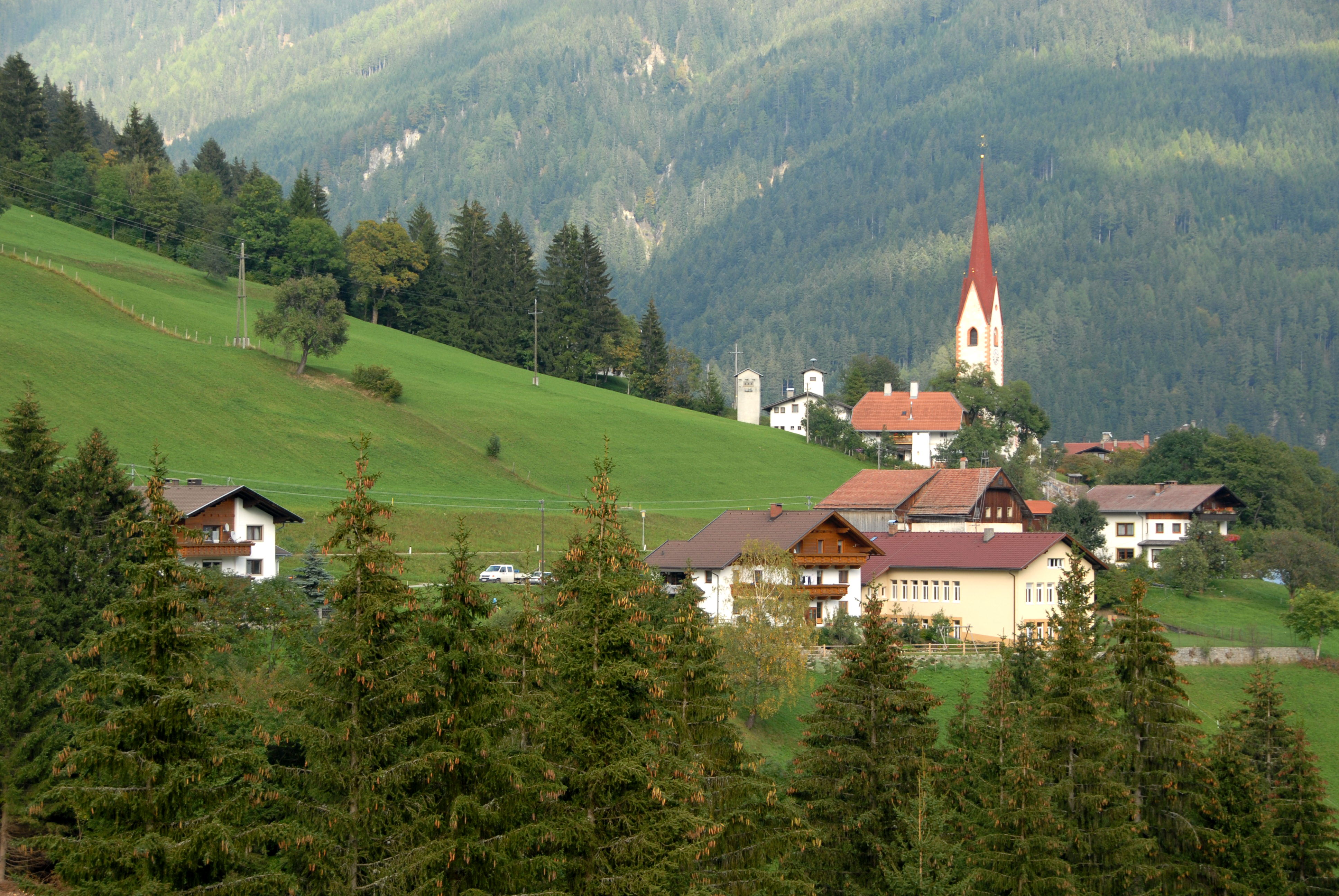
Zwickenberg

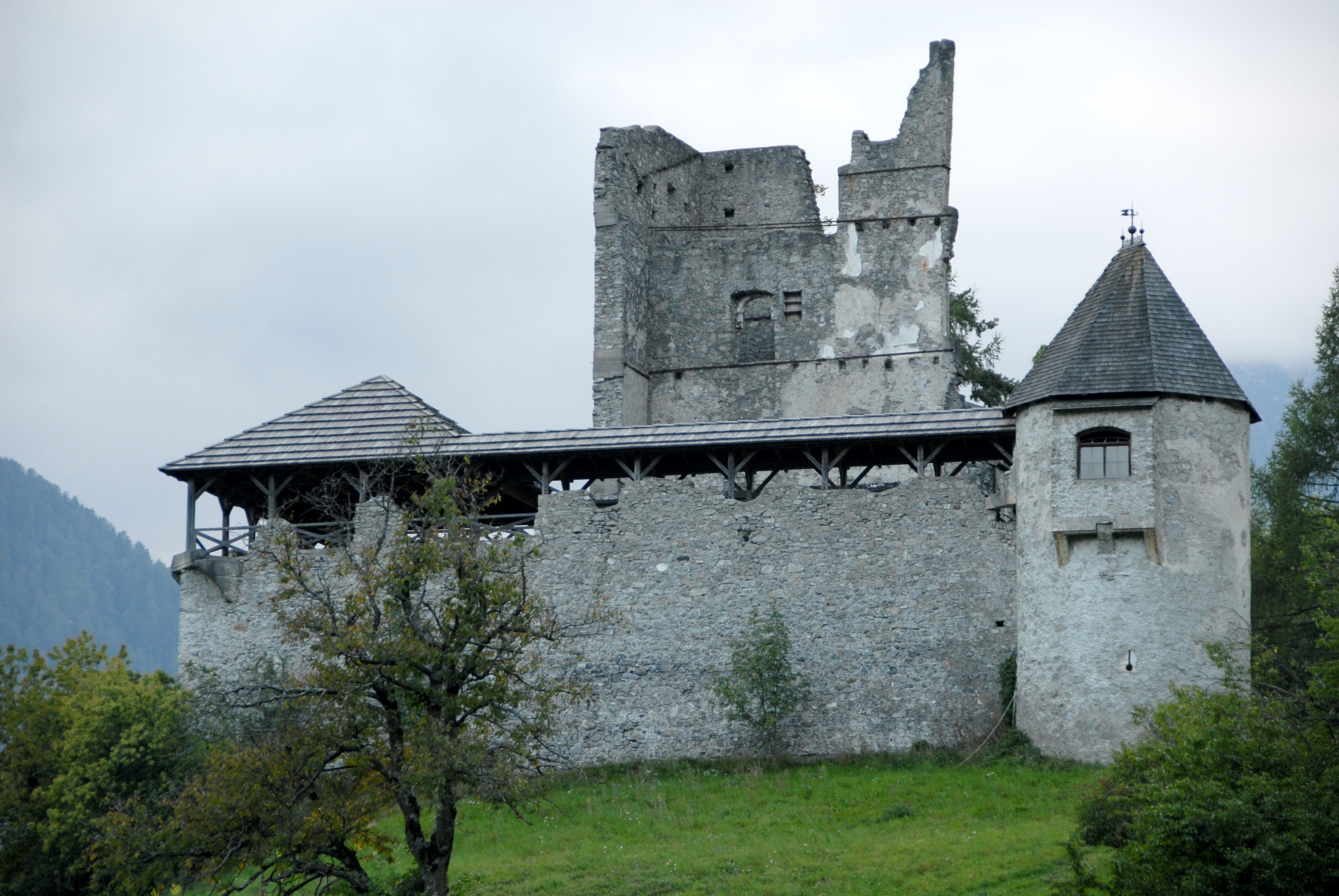
Ruine Hohenburg oberhalb von Oberdrauburg

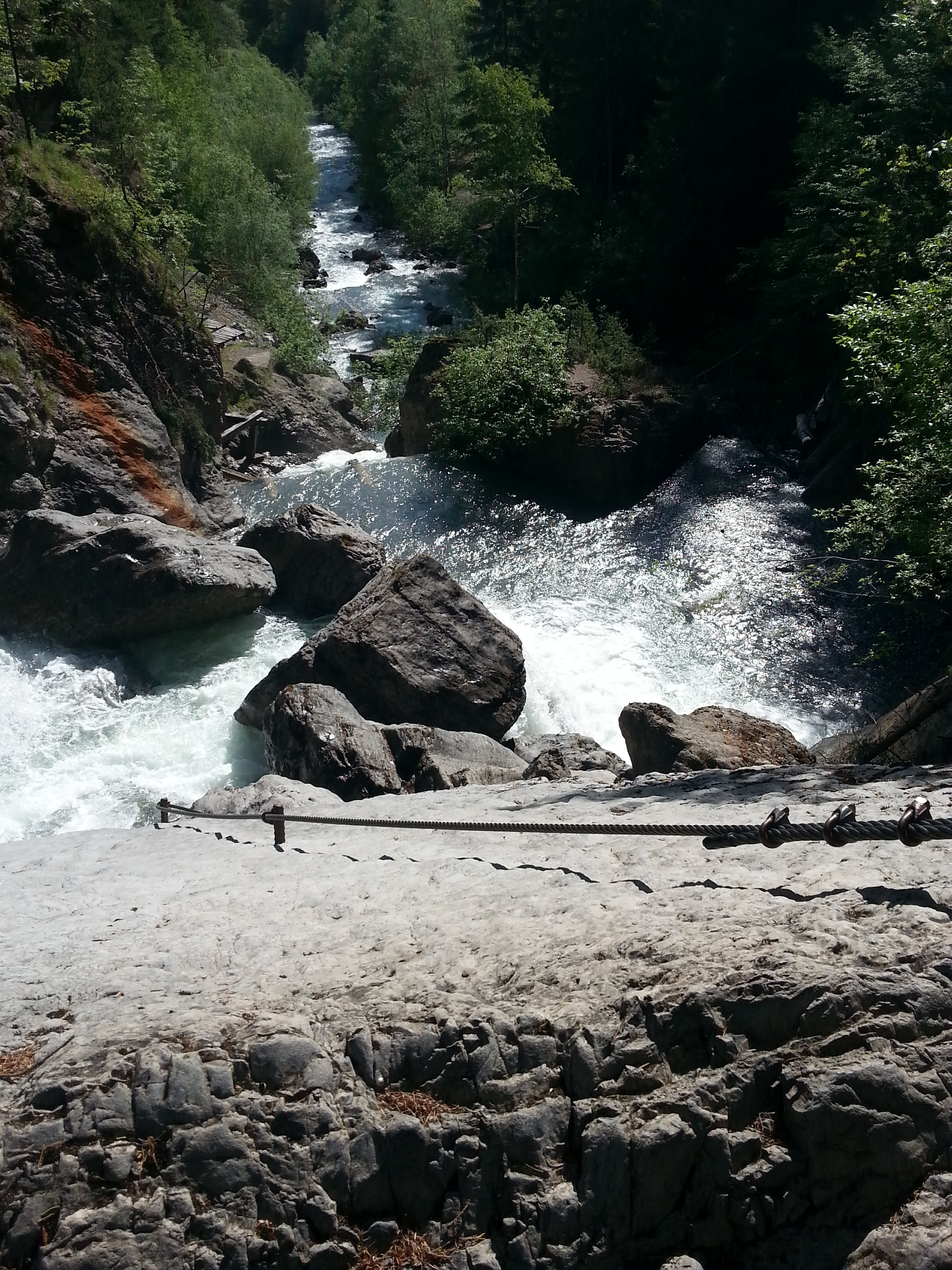
Klettersteiggelände in der Pirknerklamm

Oberdrauburg ist in die Katastralgemeinden Flaschberg, Oberdrauburg und Zwickenberg gegliedert, das Gemeindegebiet umfasst folgende zehn Ortschaften (in Klammern Einwohnerzahl Stand 1. Jänner 2024):
- Flaschberg (39)
- Gailberg (0)
- Oberdrauburg (353)
- Oberpirkach (15)
- Ötting (193)
- Rosenberg (5)
- Schrottenberg (11)
- Unterpirkach (55)
- Waidach (308)
- Zwickenberg (231)

### Nachbargemeinden
| Nikolsdorf (LZ) | Rangersdorf                                 | Dellach im Drautal |
| Lavant (LZ)     | Kompassrose, die auf Nachbargemeinden zeigt | Irschen            |
| Lesachtal (HE)  | Kötschach-Mauthen (HE)                      | Dellach im Drautal |

Die Gemeinde Dellach im Drautal grenzt im Südosten und in einem Punkt im Nordosten an Oberdrauburg.

## Geschichte
Eine Besiedlung des Gemeindegebietes ist bereits aus der Zeit der Kelten und Römer nachweisbar. 1240 wurde das Schloss Oberdrauburg erstmals schriftlich als Traburch castrum erwähnt; es gehörte dem Kärntner Herzog Bernhard von Spanheim. Auch erwähnt ist ein Zwicko von Oberdrauburg, von dem der Name Zwickenberg stammen dürfte.
Im Lauf des 13. Jahrhunderts entstand im Schutz der Burg eine Straßensiedlung an der Abzweigung zur Straße über den Gailberg. 1292 kam Oberdrauburg zur Herrschaft Görz und 1308 wurde der Ort als Salzburger Lehen geführt; vermutlich befand sich die Burg schon ursprünglich im Besitz der Salzburger Erzbischöfe. 1325 erhielt Oberdrauburg das Marktrecht mit Mautrecht. Oberdrauburg profitierte von seiner verkehrsgünstigen Lage und konnte hohe Mauteinnahmen erzielen.
1364 wurden die Grafen Meinhard VI. und Meinhard VII. von Görz als Besitzer erwähnt, 1385 kam Oberdrauburg in den Besitz der Grafen von Ortenburg und 1418 an den Grafen Hermann von Cilli, anschließend 1456 an die Habsburger, was einen Erbschaftskrieg mit der Herrschaft Görz auslöste. Nach dem Tod des letzten Grafen von Görz fiel Oberdrauburg 1500 mit der ganzen Grafschaft Görz den Habsburgern zu. Von 1524 bis 1639 wurde Oberdrauburg als Lehen der Grafen Salamanca-Ortenburg geführt. 1640 wurde ein herrschaftliches Spitalhaus angeführt. Die Familie Widmann aus Villach erwarb die Landschaft Oberdrauburg mit dem Grafentitel „von Ortenburg“. 1643 erwarben die neuen Besitzer auch die Herrschaft „Flaschberg“ und 1655 wurde die Kriminaljurisdiktion bewilligt.
1662 kaufte Fürst Johann Porcia von den Grafen Widmann die Grafschaft Ortenburg. 1664 entließ der Pfarrer von Irschen die Kirche St. Oswald von Oberdrauburg aus seiner Obhut. St. Oswald wurde 1513 erstmals urkundlich erwähnt.
Zwischen 1721 und 1733 wurde eine Nachbarschaftshilfe bei Schäden aus Feuerbrünsten, Drau- und Wildbachüberschwemmungen eingerichtet, die noch heute als „Nachbarschaft“ bekannt ist. 1747 wurde Oberdrauburg von einer verheerenden Feuersbrunst heimgesucht. Als Folge wurde das Wallfahrtsgelöbnis nach Maria Luggau ausgesprochen.
Während der Franzosenkriege 1797–1814 erschien Oberdrauburg mehrmals von Napoleon okkupiert und muss schwere Tributzahlungen leisten. 1809 kam Oberkärnten durch den Frieden von Schönbrunn zum Königreich Illyrien, das 1813 wieder mit Österreich vereinigt wurde. 1835 erhielt Oberdrauburg die geleisteten französischen Requisitionsgelder zurück, diese blieben der Marktkommune als Stammkapital.
1851 stellte Oberdrauburg einen Antrag beim kaiserliche Hofamt um staatliche Beihilfe zur Drau- und Wildbachregulierung für Oberkärnten, dem weitgehend stattgegeben wurde. 1884 wurde ein Landesgesetz beschlossen, wonach 9/15 der Staat, 4/15 das Land und 2/15 die angrenzende Gemeinde zu zahlen hat.
Von 1863 bis 1871 wurde die Eisenbahnstrecke Marburg – Franzensfeste (Österreichische Südbahn) errichtet.
Am 24./25. September 1870 vernichtete ein Großbrand den größten Teil des Marktes.
Im Ersten Weltkrieg wurde Oberdrauburg 1915 Etappenort für die italienische Front.
Im Jahr 1923 baute die Marktkommune in Simmerlach ein Elektrizitäts-Werk. 1925 konnte die Marktgemeinde ihre sechshundertjährige Gedächtnis-Feier 1325–1925 begehen.
1930 erwarb Robert Baron Klinger von Klingerstorff die Herrschaft, konnte sie aber nicht halten. Die Landschaftsgüter wurden aufgeteilt und einzeln verkauft.
Der Besitz der Marktkommune wurde 1938 für die Zeit der Naziherrschaft an die Gemeinde abgegeben.
Zum Ende des Zweiten Weltkriegs litt Oberdrauburg sehr unter Fliegerangriffen. Schwere Schäden richtete insbesondere der letzte Angriff am 24. April 1945 an, wo im unteren Marktteil die Burg und viele Häuser zerstört wurden.
1946 wurde die Marktkommune als „Nachbarschaft“ wieder eingeführt.
1964 erfuhr die Marktgemeinde durch die Angliederung der ehemaligen Ortsgemeinde Flaschberg und 1973 durch die Vereinigung mit Zwickenberg Gebietszuwächse.
1965 und 1966 kam es innerhalb von 14 Monaten zu drei Hochwasserkatastrophen (September 1965, August 1966 und November 1966), die schwere Schäden verursachten. 1967 wurde mit der Verlegung des Draubetts begonnen.
In den Jahren 1978 und 1979 kam die Ortsumgehung zustande.

## Bevölkerung
Laut Volkszählung 2001 hat Oberdrauburg 1334 Einwohner, davon besitzen 98,1 % die österreichische Staatsbürgerschaft. 94,8 % der Bevölkerung bekennen sich zur römisch-katholischen und 2,3 % zur evangelischen Kirche, 1,6 % sind ohne religiöses Bekenntnis. Die Bevölkerung spricht Trabrigerisch, einen oberkärntnerischen Dialekt mit starken Osttiroler Einflüssen.
Nach einem Höchststand der Bevölkerung im Jahr 1971 mit 1.440 Einwohnern sinkt die Einwohnerzahl durch eine negative Wanderungsbilanz. Konnte dies von 1981 bis 2001 noch durch eine positive Geburtenbilanz gemildert werden, ist die Geburtenbilanz von 2001 bis 2011 auch negativ.
| Oberdrauburg: Einwohnerzahlen von 1869 bis 2024     | Oberdrauburg: Einwohnerzahlen von 1869 bis 2024 | Oberdrauburg: Einwohnerzahlen von 1869 bis 2024 | Oberdrauburg: Einwohnerzahlen von 1869 bis 2024 | Oberdrauburg: Einwohnerzahlen von 1869 bis 2024 |
| --------------------------------------------------- | ----------------------------------------------- | ----------------------------------------------- | ----------------------------------------------- | ----------------------------------------------- |
| Jahr                                                |                                                 |                                                 |                                                 | Einwohner                                       |
| 1869                                                | 1869                                            |                                                 | 1.357                                           | 1.357                                           |
| 1880                                                | 1880                                            |                                                 | 1.285                                           | 1.285                                           |
| 1890                                                | 1890                                            |                                                 | 1.276                                           | 1.276                                           |
| 1900                                                | 1900                                            |                                                 | 1.255                                           | 1.255                                           |
| 1910                                                | 1910                                            |                                                 | 1.242                                           | 1.242                                           |
| 1923                                                | 1923                                            |                                                 | 1.219                                           | 1.219                                           |
| 1934                                                | 1934                                            |                                                 | 1.302                                           | 1.302                                           |
| 1939                                                | 1939                                            |                                                 | 1.196                                           | 1.196                                           |
| 1951                                                | 1951                                            |                                                 | 1.431                                           | 1.431                                           |
| 1961                                                | 1961                                            |                                                 | 1.399                                           | 1.399                                           |
| 1971                                                | 1971                                            |                                                 | 1.440                                           | 1.440                                           |
| 1981                                                | 1981                                            |                                                 | 1.422                                           | 1.422                                           |
| 1991                                                | 1991                                            |                                                 | 1.419                                           | 1.419                                           |
| 2001                                                | 2001                                            |                                                 | 1.334                                           | 1.334                                           |
| 2011                                                | 2011                                            |                                                 | 1.269                                           | 1.269                                           |
| 2021                                                | 2021                                            |                                                 | 1.164                                           | 1.164                                           |
| 2024                                                | 2024                                            |                                                 | 1.210                                           | 1.210                                           |
| Quelle(n): Statistik Austria, Gebietsstand 1.1.2021 |                                                 |                                                 |                                                 |                                                 |

## Kultur und Sehenswürdigkeiten

### Bauwerke
- Burgruine Hohenburg, das Wahrzeichen der Gemeinde
- Burgruine Flaschberg
- Gut Schröttelhof
- Katholische Pfarrkirche Oberdrauburg hl. Oswald
- Katholische Pfarrkirche Zwickenberg hl. Leonhard
- Katholische Pfarrkirche Ötting hl. Georg
- Katholische Filialkirche Pirkach Hll. Dreifaltigkeit

### Naturdenkmäler und Erlebnisse
- Trögerwandhöhlen
- Silberfall
- Hochstadel – der östliche Gipfel der Lienzer Dolomiten
- Lisgen – Feuchtgebiet im Osten des Gemeindegebietes
- Klettersteig Pirknerklamm
- Zwickenberger Wasserfall

## Wirtschaft und Infrastruktur

### Wirtschaftssektoren
Die folgende Tabelle zeigt die Entwicklung der Betriebsanzahl und der Beschäftigten in den Wirtschaftssektoren:
| Wirtschaftssektor            | Anzahl Betriebe | Anzahl Betriebe | Anzahl Betriebe | Erwerbstätige | Erwerbstätige | Erwerbstätige |
| Wirtschaftssektor            | 2021            | 2011            | 2001            | 2021          | 2011          | 2001          |
| ---------------------------- | --------------- | --------------- | --------------- | ------------- | ------------- | ------------- |
| Land- und Forstwirtschaft 1) | 37              | 115             | 123             | 54            | 62            | 45            |
| Produktion                   | 10              | 10              | 8               | 38            | 27            | 23            |
| Dienstleistung               | 42              | 47              | 45              | 138           | 152           | 154           |

1) Betriebe mit Fläche in den Jahren 2010 und 1999

### Verkehr
- Eisenbahn: Oberdrauburg liegt an der Drautalbahn mit stündlicher Schnellbahnverbindung nach Lienz und Spittal.[10]
- Straße: Die wichtigste Straßenverbindung ist die Drautal Straße B100. Sie verläuft von Villach über Spittal nach Lienz und weiter nach Italien. Eine weitere nennenswerte Straßenverbindung ist die Plöckenpass Straße über den Gailbergsattel nach Kötschach-Mauthen.
- Fahrrad: Der Drauradweg führt durch die Ortschaften Unterpirkach, Flaschberg, Ötting und Oberdrauburg.

## Politik

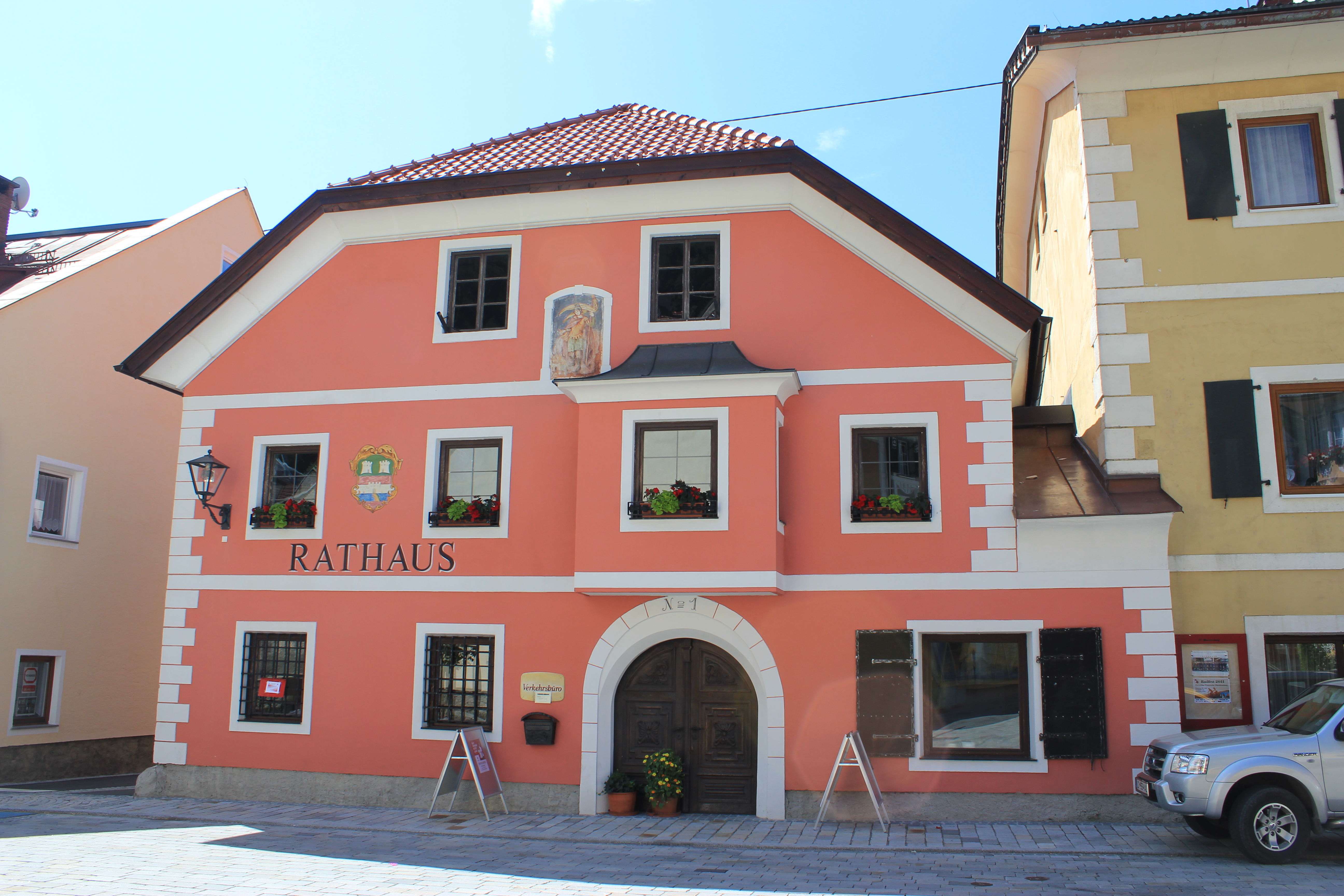
Rathaus

### Gemeinderat
Der Gemeinderat von Oberdrauburg hat 15 Mitglieder.
- Mit der Gemeinderatswahl 2015 hatte er folgende Zusammensetzung: 7 ÖVP, 4 Initiative Aufschwung Oberdrauburg,  4 SPÖ.[11]
- Mit der Gemeinderatswahl 2021 hat er folgende Zusammensetzung: 7 ÖVP, 2 Initiative Aufschwung Oberdrauburg,  6 SPÖ.[12]

### Bürgermeister
- bis 2015 Hubert Schnedl (SPÖ)
- seit 2015 Stefan Brandstätter (ÖVP)[13]

### Wappen
Das Wappen zeigt Drau und Draubrücke mit Torturm, dahinter und daneben Bürgerhäuser mit Schindeldächern. In der oberen Schildhälfte sind die beiden spätmittelalterlichen Turmanlagen abgebildet, die über der Marktkirche und dem Schloss stehen.
Die ursprüngliche Wappenverleihungsurkunde wurde dem Markt am 2. Juni 1625 durch Georg Graf von Ortenburg in Spittal ausgestellt. Die Beschreibung des Wappens lautete:
„[…] Ein Schildt, in zween Thail abgethailet, der ober Thail gelb, in welchem ein grüener Berg, darauf zween gleiche braite weisse Pasteythurn mit einfallenden dächern, beede gegeneinander gestellt, der Underthail roth, darinnen gleichfalls in der Mitte ain solcher weisser Pasteythurn wie im obern Thail, mit zwayen darangebauten grossen Heusern und in der Mitte des Thurn ein Thor, darauß die Strassen uber Thraaprucken gehet […]“
Diese Darstellung wurde in den Siegeln des 17. und 18. Jahrhunderts genau umgesetzt, spätere Abbildungen veränderten die Proportionen oder führten neue Elemente wie z. B. Bäume ein. Anlässlich der Wappenbescheinigung und Fahnenverleihung am 22. Mai 1973 kehrte man zur ursprünglichen Darstellung zurück. Die von dort an gültige Blasonierung lautet:
„Geteilter Schild; oben in Gold auf der ganzen Breite der Teilungslinie ein grüner Dreiberg, besetzt mit zwei einander halb zugekehrten bezinnten silbernen Basteitürmen, unten in Rot ein bezinnter silberner Basteiturm mit einem zur braunen Draubrücke und dem natürlich wiedergegebenen Draufluss geöffneten Tor, rechts und links angebaut je ein großes silbernes Wohnhaus mit natürlich gefärbtem Ziegeldach.“
Die Fahne ist gelb-rot mit eingearbeitetem Wappen.

### Partnergemeinden
Oberdrauburg pflegt Partnerschaften mit folgenden Gemeinden:
- Kötschach-Mauthen

- Paluzza, Italien
- Signa, Italien, seit 1996
- Türkenfeld, Deutschland, seit 1990

## Persönlichkeiten

### Ehrenbürger der Gemeinde
- Friedrich Marx (1830–1905), k. k. Oberst und Heimatdichter
- Josef Pirker, Altbürgermeister
- 2016 Franz Jochum (* 1944), Markthistoriker, Vizebürgermeister[16]
- Hubert Schnedl, Altbürgermeister

### Söhne und Töchter der Gemeinde
- Josef Ferdinand Fromiller (1693–1760), Maler
- Balthasar Umfahrer (1790–1859), Gutsbesitzer, Postmeister und Politiker
- Eduard Pichler (1848–1928), österreichischer Landtagsabgeordneter, Bürgermeister von Oberdrauburg
- Mathias Marcher (1853–1926), Bergsteiger
- Hellmuth Marx (1915–2002), Bildhauer
- Hannes Jochum (* 1977), Fußballspieler
- Roland Schwarzl (* 1980), Leichtathlet